# Sinfonia n. 9 (Šostakovič)
La Sinfonia n. 9 in Mi bemolle maggiore (Op. 70) di Dmitrij Šostakovič è stata scritta nel 1945 ed eseguita per la prima volta il 3 novembre dello stesso anno, diretta da Evgenij Mravinskij.

## Storia
La sinfonia avrebbe dovuto, secondo il regime, rappresentare la vittoria della Grande guerra patriottica, attraverso toni trionfalistici ed epici, e diventare la versione sovietica della ben più celebre Nona di Beethoven. In questo senso, la sinfonia avrebbe dovuto completare la cosiddetta Trilogia bellica, descrivendo la vittoria dell'URSS, composta anche dalla Settima (che descrive la guerra stessa) e dall'Ottava sinfonia (che omaggia le vittime).
Šostakovič, sorprendendo e irritando i vertici del potere, compose invece una sinfonia semplice, allegra e piena del suo solito humour, e costruita sulla struttura classica della sinfonia di Haydn. Il regime, ovviamente, non apprezzò una simile composizione, e la sinfonia venne ritenuta un affronto alla memoria dei caduti per la patria. Diversamente in Occidente venne ritenuta una delle più riuscite opere del compositore.

## Struttura
La sinfonia dura all'incirca 25 - 30 minuti, risultando una delle più corte (la più breve è la seconda) dell'intero corpus sinfonico di Šostakovič, ed è composta da cinque movimenti:

### Allegro
Il primo movimento è costruito sulla struttura delle sinfonie settecentesche. Un esempio è infatti la presenza di uno degli elementi più diffusi in questo tipo di schema, il ritornello.

### Moderato
Invece del classico Scherzo, Šostakovič scrive per secondo movimento un Moderato, che presenta battute binarie e ternarie alternate.

### Presto (attacca:)
Il terzo movimento, che assomiglia vagamente al terzo movimento della precedente sinfonia, presenta dei toni molto scherzosi e pieni di humor, specialmente con la presenza di una melodia dai toni spagnoleggianti.

### Largo (attacca:)
Il Largo assume dei toni molto più tranquilli, con una sorta di recitativo strumentale.

### Allegretto - Allegro
L'ultimo movimento della Nona presenta ancora dei tratti melodici molto buffi, con il tema principale preso in prestito dalla polka del film La giovinezza di Maksim. Sempre utilizzando in modo alternato tempi binari e ternari, la sinfonia si conclude a velocità doppia, in un crescendo surreale.

## Registrazioni
- "Shostakovic, The symphonies", Vladimir Ashkenazy, Royal Philharmonic Orchestra
- Young Peoples Concerts - A Birthday Tribute To Shostakovich: lezione concerto tenuta da Leonard Bernstein, incentrata soprattutto su questa sinfonia.